# Trite lineata
Trite lineata là một loài nhện trong họ Salticidae.
Loài này thuộc chi Trite. Trite lineata được Eugène Simon miêu tả năm 1885.